# Konrad (priimek)
Konrad je priimek v Sloveniji, ki ga je po podatkih Statističnega urada Republike Slovenije na dan 1. januarja 2010 uporabljalo 82 oseb.

## Znani slovenski nosilci priimka
- Edvard Konrad (*1937), industrijski psiholog, univ. prof.
- Janez Konrad, veteran vojne za Slovenijo

## Znani tuji nosilci priimka
- György Konrád (1933—2019), madžarski sociolog in pisatelj
- Karel Konrad (1899—1971), češki pisatelj in publicist
- Rudolf Konrad (1891—1964), nemški general
- Würzburg Konrad (~1220—1287), nemški pesnik